# Gonomyia (Gonomyia) stellata
Gonomyia (Gonomyia) stellata is een tweevleugelige uit de familie steltmuggen (Limoniidae). De soort komt voor in het Neotropisch gebied.